# دائرة فنوغيل
دائرة فنوغيل هي أحد دوائر ولاية أدرار الجزائرية. وتضم الدائرة ثلاث بلديات هي:
- تامست
- تمنطيط
- فنوغيل